# Beautiful Boy: A Father's Journey Through His Son's Addiction
Beautiful Boy: A Father's Journey Through His Son's Addiction (tj. „Krásný chlapec: Cesta otce skrze závislost svého syna“) je autobiografická kniha Davida Sheffa, popisující, jak se jeho rodina vyrovnávala se závislostí jeho syna Nica na metamfetaminu. Vyšla 26. února 2008 v nakladatelství Houghton Mifflin. Publikace vychází z článku „My Addicted Son“ (tj. „Můj závislý syn“), který Sheff napsal pro časopis The New York Times v roce 2005. Pohled syna Nica Sheffa je zachycen v jeho vlastních pamětech Tweak: Growing Up on Methamphetamines (tj. „Tweak: Dospívání na metamfetaminech“), vydaných současně nakladatelstvím Simon & Schuster.

## Obsah
Kniha Beautiful Boy pokrývá podstatnou část Nicova života a líčí boj jeho otce Davida s tím, jak se postavit k synovi, kterého miluje, ale který zároveň ohrožuje jeho rodinu. Nic, tehdy student posledního ročníku střední školy, krade peníze svým mladším sourozencům a je před nimi zatčen za držení drog. To Sheffa přiměje nainstalovat bezpečnostní systém, aby Nic nemohl vniknout do domu. V průběhu knihy Nic navštěvuje řadu rehabilitačních center, ale opakovaně se vrací k závislosti. Nejdelší období abstinence před svým posledním relapsem trvalo téměř dva roky. Poté znovu upadl do závislosti a opět podstoupil léčbu. Na konci knihy David uvádí, že Nic už rok abstinuje. Z celého srdce doufá, že to bude naposledy, a znovu mu věří. Ve své mysli však David ví, že k relapsu může snadno dojít znovu a že by to bylo velmi těžké pro Nica, jeho rodinu i pro něj samotného. Dalším tématem, které se v celé knize objevuje, je Davidovo přemítání o tom, do jaké míry za to nese odpovědnost a co mohl udělat, aby zabránil závislosti svého syna.
V průběhu memoáru David navštěvuje četná setkání Al-anon a terapeutická sezení. Na těchto různých setkáních mu opakovaně připomínají tři C: nezpůsobil jsi to (you did not cause it), nemůžeš to ovládat (you cannot control it) a nemůžeš to vyléčit (you cannot cure it). Přijetí těchto tvrzení mu však činí po většinu memoáru potíže. Na konci ale říká, že přijal dvě z nich – že to nemůže ovládat a nemůže to vyléčit. Uvědomuje si, že udělal vše, co bylo v jeho silách, aby Nicovi pomohl, a ví, že je na Nicovi, aby se rozhodl, zda se chce plně uzdravit.

## Přijetí
Kniha Beautiful Boy se stala jak kritickým, tak i komerčním úspěchem. Dne 6. dubna 2008 se poprvé dostala na první místo žebříčku bestsellerů The New York Times, a znovu 4. května 2008. Entertainment Weekly ji označil za nejlepší knihu literatury faktu roku 2008[zdroj?] a téhož roku získala cenu Barnes & Noble Discover Great New Writers Award za non-fiction. Amazon.com ji zařadil mezi „nejlepší knihy roku 2008“[zdroj?] a Starbucks ji vybral jako jednu z mála knih, které prodává ve svých kavárnách.

## Filmová adaptace
V roce 2018 vznikl film Kráský kluk, který je založen na knihách Beautiful Boy od Davida Sheffa a Tweak od Nica Sheffa. Filmová adaptace byla v režii Felixe van Groeningena, hlavní postavu Davida Sheffa ztvárnil Steve Carell a do role Nica byl obsazen Timothée Chalamet. Světová premiéra snímku proběhla 7. září 2018 na Mezinárodním filmovém festivalu v Torontu za účasti hlavních herců, režiséra i skutečných předloh – Davida a Nica Sheffových, kteří diváky překvapili svou osobní přítomností na projekci.